# Цехин
Цехин (њем. Zechin) општина је у њемачкој савезној држави Бранденбург. Једно је од 45 општинских средишта округа Меркиш-Одерланд. Према процјени из 2010. у општини је живјело 715 становника. Посједује регионалну шифру (AGS) 12064538.

## Географски и демографски подаци
Цехин се налази у савезној држави Бранденбург у округу Меркиш-Одерланд. Општина се налази на надморској висини од 9 метара. Површина општине износи 27,7 km². У самом мјесту је, према процјени из 2010. године, живјело 715 становника. Просјечна густина становништва износи 26 становника/km².